# Normani x Calvin Harris
Normani x Calvin Harris é um EP lançado pela cantora norte-americana Normani e pelo produtor escocês Calvin Harris em 22 de outubro de 2018. Contendo apenas duas canções, o projeto foi classificado como um EP por sites como Uproxx, Complex, entre outros, e como um single pela plataforma digital iTunes. Conta com as canções "Checklist", com participação do cantor nigeriano Wizkid, e "Slow Down".

## Antecedentes
Segundo Normani, Harris estendeu a mão para a colaboração; ela disse: "ele estava tipo 'e aí, o que você acha disso?' Eu estava tipo, 'esse galho é fogo!'. Eu sou uma grande fã dele."

## Canções
O EP apresenta duas músicas, "Slow Down" e "Checklist" (com participação do cantor nigeriano Wizkid). A primeira tem um estilo de produção groovy, parecido com house, em que Normani pede a um amante para retornar seus sentimentos. Wandera Hussein da The Fader elogiou a performance vocal de Normani dizendo que a cantora canta "celestialmente" no gancho da música. "Checklist" apresenta uma batida dançante com influências pesadas de música afrobeat e dancehall.
O site Complex observou que as duas faixas apresentam um estilo de produção semelhante ao álbum de Calvin Harris em 2017 Funk Wav Bounces Vol. 1, "embora com uma borda mais inspirada no reggae". Rolling Stone chamou as músicas de "chamativo R&B com toques tropicais", dizendo que Normani atinge um "pop bouncy stride" em "Checklist" e notando "Slow Down " faz exatamente o oposto do que o título provoca: é um lento jam que se acumula em um queimador de pista de dança para os versos.

## Divulgação
A notícia da colaboração foi revelada em junho de 2018 Normani apresentou o projeto no American Music Awards de 2018, dizendo que uma música seria lançada "nos próximos dias". Normani também postou um pequeno clipe online de si mesma escrevendo "22 de outubro" em um pedaço de fita vermelha com uma voz fora da câmera dizendo a ela para "soltar a caneta".

## Faixas
| N.º            | Título         | Compositor(es)                          | Produtor(es)   | Duração |  |
| 1.             | "Checklist"    | Normani, Calvin Harris, Wizkid, Starrah | Calvin Harris  | 2:49    |  |
| 2.             | "Slow Down"    | Normani, Jessie Reyez, Cesar Ovalle Jr. | Calvin Harris  | 3:25    |  |
| Duração total: | Duração total: | Duração total:                          | Duração total: | 6:14    |  |

## Charts
"Checklist"
| Chart (2018)                   | Posição Posição |
| ------------------------------ | --------------- |
| Irlanda (IRMA)                 | 76              |
| Nova Zelândia (RMNZ)           | 22              |
| Reino Unido (UK Singles Chart) | 98              |

"Slow Down"
| Chart (2018)                                      | Posição position |
| ------------------------------------------------- | ---------------- |
| Estados Unidos (Billboard Dance/Electronic Songs) | 37               |